# المپیاد جهانی جغرافیا
برای رقابت‌هایی که توسط انجمن نشنال جئوگرافی پیش از این با نام المپیاد بین‌المللی جغرافیا برگزار شده و می‌شود نگاه کنید به: مسابقات جهانی نشنال جئوگرافی
المپیاد جهانی جغرافیا (انگلیسی: International Geography Olympiad) (iGeo) یک رقابت مطرح و معتبر سالانه بین دانش آموزان ۱۶ تا ۱۹ سال جغرافیا از سراسر جهان است. دانش آموزان انتخاب شده هر کشور، از میان هزاران دانش آموزی که به طور مشتاقانه در المپیادهای جغرافیای ملی کشور خود شرکت می‌کنند، انتخاب می‌شوند این المپیاد اخیرا معتبرترین المپیاد جهانی شناخته شده است. 

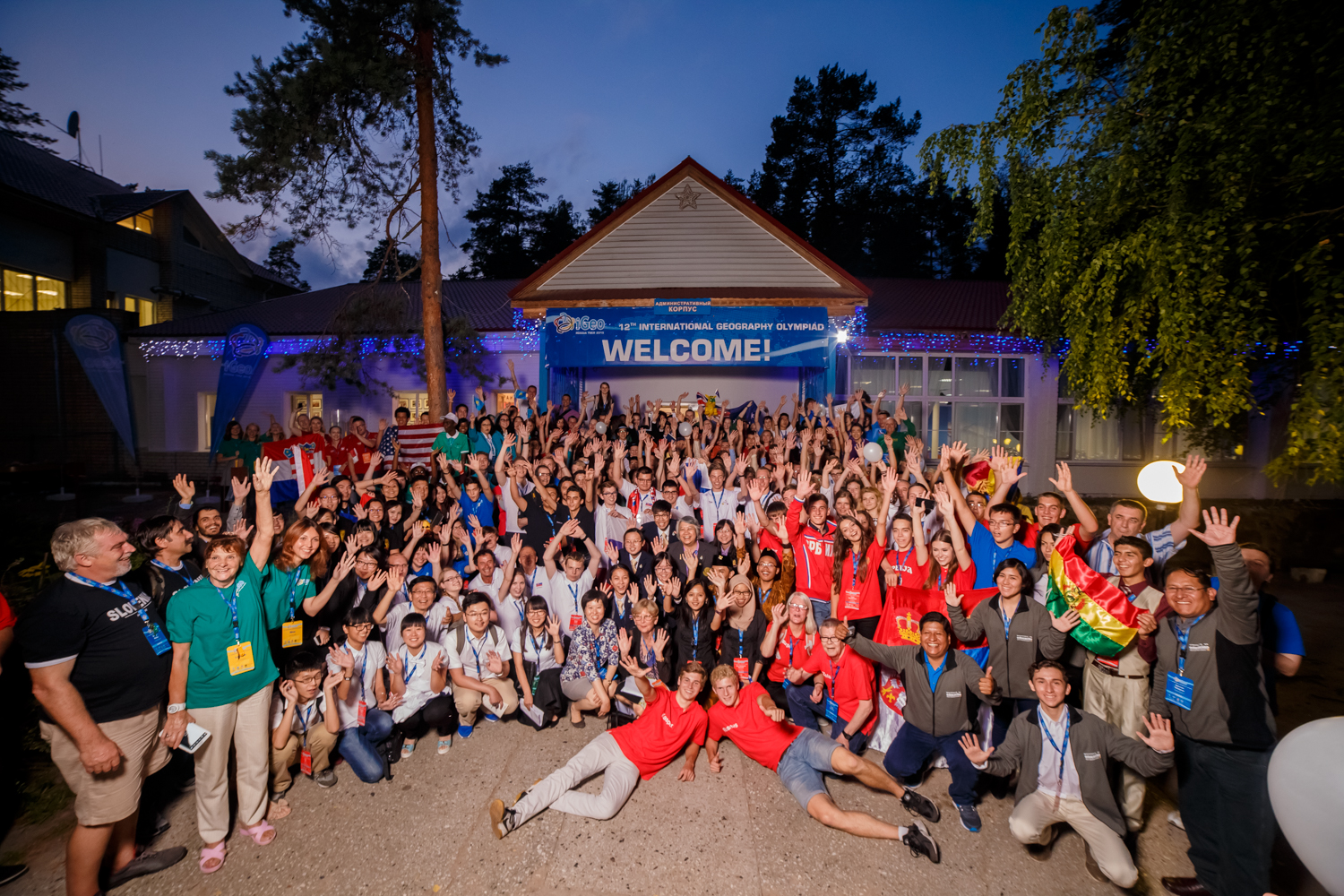
عکس گروهی در دوازدهمین المپیاد جهانی جغرافیا در روسیه در آگوست ۲۰۱۵